# 2499 Brunk
2499 Brunk è un asteroide della fascia principale. Scoperto nel 1978, presenta un'orbita caratterizzata da un semiasse maggiore pari a 3,1049363 UA e da un'eccentricità di 0,1220076, inclinata di 0,74085° rispetto all'eclittica.